# Nan Goldin
Nan Goldin, ursprungligen Nancy Goldin, född 12 september 1953 i Washington, D.C., är en amerikansk fotograf och aktivist. Hennes arbete utforskar ofta HBTQ-subkulturer, stunder av intimitet, hiv/aids-krisen och opioidepidemin. Goldin är bland annat känd för diabildsserien The ballad of Sexual Dependency från 1986. Hon är en av grundarna av påverkansgruppen P.A.I.N. (Prescription Addiction Intervention Now). Hon bor och arbetar i New York, Berlin och Paris. År 2007 tilldelades hon Hasselbladpriset. 

## Biografi
Nan Goldin växte upp i en medelklassfamilj i en förort till Boston och flyttade på slutet av 1970-talet till New York. Hon fann en gemenskap bland samhällets outsiders och i subkulturer och har gjort sig känd för sina personliga och ocensurerade bilder av det utsatta livet i denna miljö. Hon började fotografera vid 16 års ålder och hade sin första utställning, med svart-vita bilder av ”drag queens”, när hon var 19 år. Hon studerade vid School of fine arts i Boston där hon tog Bachelor of Arts-examen 1977/78 och flyttade därefter till New York.
I New York påbörjade hon ett projekt med att dokumentera sig själv, sina vänner och sina älskare. Hon visade bilderna i diabildsshower på olika nattklubbar åren runt 1980. Projektet utvecklades och 1986 presenterade hon The ballad of Sexual Dependency, en 45-minuters diabildsshow med hundratals foton ackompanjerade av låtar med bland annat the Velvet Underground, James Brown och Nina Simone.The ballad of Sexual Dependency består av snapshots-liknande foton av Goldin själv och hennes vänner i barer och på klubbar, i sovrum och badrum, när de glider runt, älskar eller tar droger. Bilderna är tagna med blixt eller i befintligt ljus och utan estetiska manér. Rakt och naket visar Goldin den osköna vardagen i den subkultur hon själv tillhörde. Bilderna framstår som en privat dagbok som offentliggjorts. Om fotografierna har Goldin sagt "I want to show exactly what my world looks like, without glamorisation, without glorification. This is not a bleak world but one in which there is an awareness of pain, a quality of introspection".  The ballad of Sexual Dependency  blev mycket uppmärksammad och turnerade i USA och Europa, den visades bland annat på Moderna Museet i Stockholm och på filmfestivalerna i Berlin och Edinburgh. Den gavs också ut som bok. 
Nan Goldins drogmissbruk ökade åren efter succén med The ballad of Sexual Dependency och 1988 skrev hon in sig på en avvänjningsklinik. Det ledde till att hon i sitt arbete började undersöka sig själv och gjorde en diabildserie med självporträtt kallad All by myself. Därefter gjorde hon två serier om drag-queens, The Other Side och A Double Life, och tillsammans med japanen Nobuyoshi Araki en serie kallad Tokyo Love.
År 1996 gjorde hon tillsammans med filmaren Edmund Coulthard dokumentärfilmen I'll be your mirror som handlar om Goldins liv och arbete. I'll be your mirror var även namnet på en retrospektiv utställning på Whitney Museum of American Art och en bok som gavs ut samma år.
Chasing a Ghost heter en New York-installation som hon presenterade år 2006. I installationen ingår en video, Sisters, Saints, & Sybils, som berättar om hur hon reagerat på sin systers självmord. 2014 gav hon ut boken Eden and After, en bok om barn och barndom. Den innehåller runt trehundra bilder av barn fotograferade av Goldin under 25 år.
Goldin grundade P.A.I.N (Prescription Addiction Intervention Now) år 2017, som ett svar på opioidkrisen och Goldins eget beroende av OxyContin. P.A.I.N jobbar med opinionsbildning och har varit specifikt inriktad på Sacklerfamiljens sponsrande av museer som Louvren, Tate och The Met. Goldin har arbetat för att konstvärlden ska ta avstånd från Sacklerfamiljen, vars förmögenhet kommer från tillverkningen och distributionen läkemedlet Oxycontin, genom företaget Purdue Pharma. Dokumentärfilmen All the Beauty and the Bloodshed handlar om Goldins aktivism mot Sacklerfamiljen.

## Utmärkelser
Nan Goldin tilldelades den franska orden Ordre national de la Légion d'honneur (Hederslegionen) år 2006 och den 8 mars 2007 Hasselbladpriset. 
Goldin finns representerad vid Moderna museet och har varit gästlärare på Konsthögskolan vid Umeå universitet.